# Wendy Griner
Wendy Elizabeth Griner, po mężu Ballantyne (ur. 16 kwietnia 1944 w Hamilton) – kanadyjska łyżwiarka figurowa, startująca w konkurencji solistek. Uczestniczka igrzysk olimpijskich (1960, 1964), wicemistrzyni świata (1962), mistrzyni (1963) i wicemistrzyni Ameryki Północnej (1961), czterokrotna mistrzyni Kanady (1959–1963).
Jej trenerem był Sheldon Galbraith.

## Osiągnięcia
| Zawody                        | 1958           | 1959           | 1960           | 1961           | 1962           | 1963           | 1964           |                |                |                |                |                |                |                |                |                |                |
| Międzynarodowe                | Międzynarodowe | Międzynarodowe | Międzynarodowe | Międzynarodowe | Międzynarodowe | Międzynarodowe | Międzynarodowe | Międzynarodowe | Międzynarodowe | Międzynarodowe | Międzynarodowe | Międzynarodowe | Międzynarodowe | Międzynarodowe | Międzynarodowe | Międzynarodowe | Międzynarodowe |
| ----------------------------- | -------------- | -------------- | -------------- | -------------- | -------------- | -------------- | -------------- | -------------- | -------------- | -------------- | -------------- | -------------- | -------------- | -------------- | -------------- | -------------- | -------------- |
| Igrzyska olimpijskie          |                |                | 12             |                |                |                | 10             |                |                |                |                |                |                |                |                |                |                |
| Mistrzostwa świata            |                |                | 7              |                | 2              | 4              | 11             |                |                |                |                |                |                |                |                |                |                |
| Mistrzostwa Ameryki Północnej |                |                |                | 2              |                | 1              |                |                |                |                |                |                |                |                |                |                |                |
| Krajowe                       |                |                |                |                |                |                |                |                |                |                |                |                |                |                |                |                |                |
| Mistrzostwa Kanady            | 3 J            | 1 J            | 1              | 1              | 1              | 1              | 2              |                |                |                |                |                |                |                |                |                |                |